# Traguspiercing

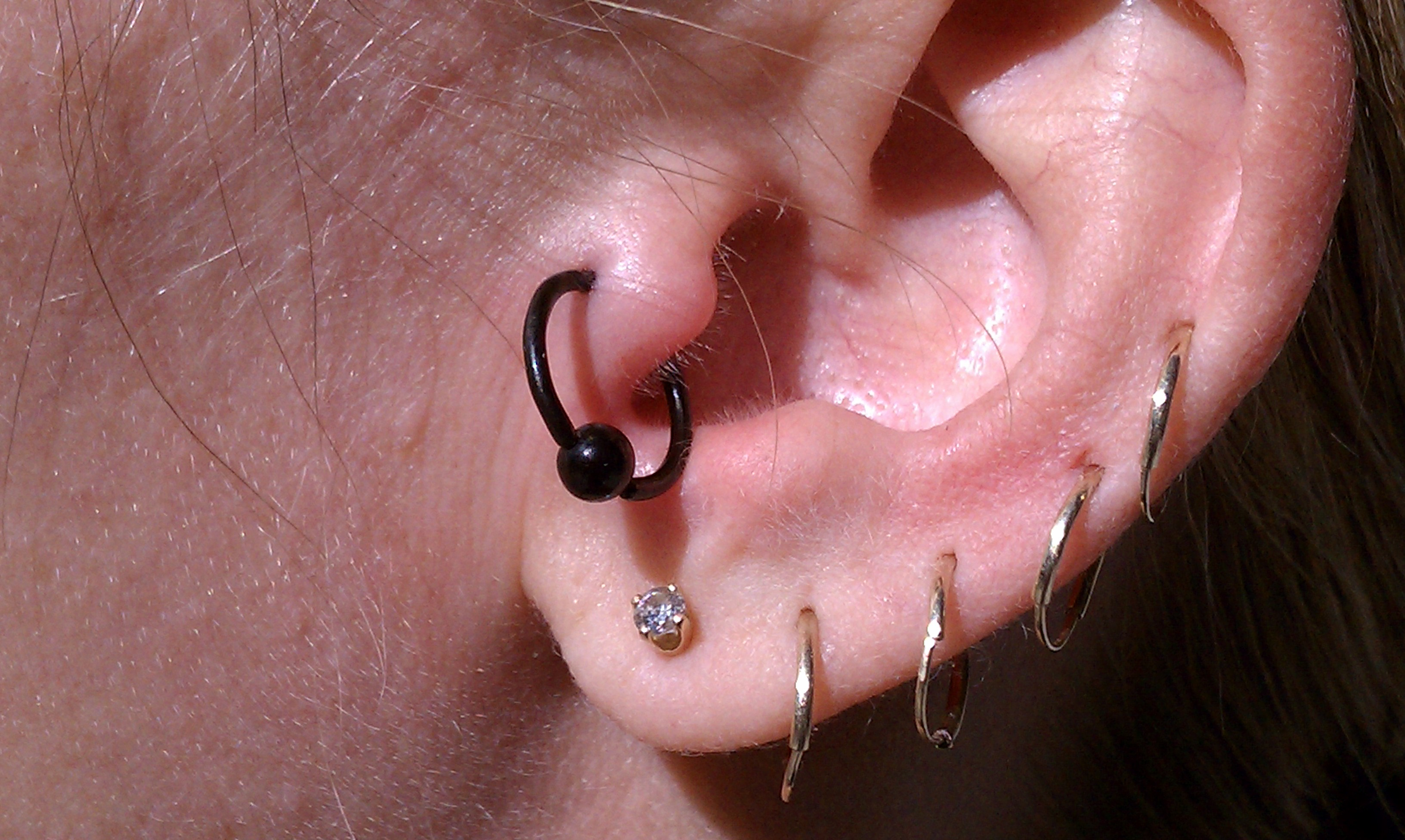
Zwarte traguspiercing

Een traguspiercing is een piercing in de tragus, het lobje van kraakbeen aan de voorkant van de gehoorgang.
De piercing wordt gezet met een piercingnaald. Het gebruik van een schietapparaat wordt sterk ontraden vanwege de kans op het scheuren of vergroeien van het kraakbeen.
Een antitraguspiercing wordt aangebracht in het lobje dat tegenover de tragus ligt, aan de achterkant of onderkant van de gehoorgang.
1. ↑  Hygiënerichtlijn voor het piercen van oren en neusvleugels | RIVM. www.rivm.nl. Geraadpleegd op 17 oktober 2022.
2. ↑  Waarop moet u letten wanneer u een piercing laat plaatsen? | gezondheid.be. www.gezondheid.be. Geraadpleegd op 17 oktober 2022.